# Stenostephanus
Brachystephanus, biljni rod iz porodice primogovki smješten u tribus Justicieae, dio potporodice Acanthoideae. Sastoji se od 79 američkih vrsta r;ašifrtenih Od Meksika na jug do Bolivije i perua  Opisan je u Prodromus Systematis Naturalis Regni Vegetabilis 11: 511. 1847. Tipična je Stenostephanus lobeliiformis iz jugoistočnog Brazila

## Rasprostranjenost
Stenostephanus Nees je potpuno neotropski rod od oko 80 vrsta. Rasprostranjen je duž planina od južnog središnjeg Meksika preko Srednje Amerike, a zatim duž Anda od Venezuele na jug do regije Santa Cruz u središnjoj Boliviji. Jedna vrsta, S. lobeliiformis Nees, javlja se u Atlantskim šumama jugoistočnog Brazila. Najveća raznolikost nalazi se u Kolumbiji odakle je poznato 29 vrsta (Wood 2009, 2016).

## Opis
Vrste roda Stenostephanussu zeljaste ili polugrmovite s poleglim, uzdižućim ili uspravnim stabljikama visine do oko 3 m. Cistoliti su prisutni, osobito na listovima, ali ponekad i na drugim vegetativnim dijelovima. Stabljike su često natečene u čvorovima. Listovi su cjeloviti do valoviti, obično jednaki do blago nejednaki u svakom paru, ali jako anizofilne biljke su očito nepoznate. Cvat je obično krajnji štitnik, ali mali cimesi ili štitnici mogu nastati u gornjim pazušcima listova. Istaknute brakteje mogu biti prisutne u dnu tirsa, ali se smanjuju u veličini prema gore na svakoj točki grananja. Cijela cvat može biti gola ili žljezdano dlakava, a žljezdane dlake često se razvijaju kako cvat sazrijeva. Čaška je blizu baze podijeljena na pet jednakih, obično usko lancetastih režnjeva, koji su u plodu pomalo narasli. Vjenčić može biti cjevast, ± nalik urni s četiri kratka režnja, ili više ili manje dvousni s jednostavnom gornjom usnom i tri režnja, često raširenom donjom usnom. Po boji, vjenčić može biti plav, žut, crven, ljubičast, ružičast ili dvobojan. Androcej se sastoji od dva, obično izbočena prašnika, umetnuta iznad bazalnog dijela vjenčićeve cijevi, svaki prašnik s monotekusnim prašnikom. Pelud je karakterističnog oblika koji podsjeća na kotač aviona. Ginecej se sastoji od usko duguljastog jajnika i jednostrukog vrha s vrlo malim žičkom. Plod je duguljasta čahura s 4 sjemenke, sjemenka je diskoidna ili lećasta, često tuberkulatna.

## Staništa
Stenostephanusima su karakteristična staništa oblačne šume s nekoliko vrsta koje se pojavljuju u nižim kišnim šumama, ali, osim S. longistamineus, uvijek na ili blizu planinskih područja. Većina vrsta su lokalni endemi, često poznati s jednog lokaliteta ili s vrlo ograničenim područjem rasprostranjenja. Čini se da mnoge cvjetaju neredovito, možda kao odgovor na određene klimatske uvjete. Potvrđeno je da je jedna meksička vrsta plietezijalna (Daniel 2006), odnosno rastu nekoliko godina, cvjetaju zajedno (sinhrono), postavljaju sjeme i zatim umiru, no vrlo je vjerojatno da su i druge vrste plietezijalne. Vrste s cjevastim crvenim cvijetom (većina vrsta u Peruu) vjerojatno se oprašuju kolibrićima, no poznato je vrlo malo pouzdanih informacija o oprašivanju ovih biljaka. Vrste s izraženim vjenčićima s dvije usne obično se pojavljuju na višim nadmorskim visinama (1500 – 2500 m) od onih s subcilindikalnim vjenčićem. 

## Vrste
1. Stenostephanus aglaus (Leonard) J.R.I.Wood
2. Stenostephanus alushii T.F.Daniel
3. Stenostephanus ampelinus (Leonard) J.R.I.Wood
4. Stenostephanus anderssonii Wassh.
5. Stenostephanus antiquorum J.R.I.Wood
6. Stenostephanus asplundii (Wassh.) Wassh.
7. Stenostephanus atrocalyx J.R.I.Wood
8. Stenostephanus atropurpureus (Lindau) J.R.I.Wood
9. Stenostephanus azureus (D.N.Gibson) T.F.Daniel
10. Stenostephanus blepharorhachis (Lindau) T.F.Daniel ex Hammel
11. Stenostephanus borarum J.R.I.Wood & R.Villanueva
12. Stenostephanus breedlovei T.F.Daniel
13. Stenostephanus brevistamineus R.Villanueva & J.R.I.Wood
14. Stenostephanus cabrerae (Leonard) T.F.Daniel, Mc Dade & Kiel
15. Stenostephanus charien (Leonard) J.R.I.Wood
16. Stenostephanus charitopes (Leonard) J.R.I.Wood
17. Stenostephanus chavesii Hammel
18. Stenostephanus chiapensis T.F.Daniel
19. Stenostephanus citrinus (D.N.Gibson) Mc Dade & Hammel
20. Stenostephanus clarkii Wassh.
21. Stenostephanus cleefii (Wassh.) J.R.I.Wood
22. Stenostephanus cochabambensis Wassh.
23. Stenostephanus crenulatus (Britton ex Rusby) Wassh.
24. Stenostephanus cuatrecasasii (Leonard) J.R.I.Wood
25. Stenostephanus cuscoensis J.R.I.Wood
26. Stenostephanus cyaneus (Lindau) J.R.I.Wood
27. Stenostephanus davidsonii Wassh.
28. Stenostephanus densiflorus J.R.I.Wood
29. Stenostephanus diversicolor (Lindau) J.R.I.Wood
30. Stenostephanus enarthrocoma (Leonard) J.R.I.Wood
31. Stenostephanus ericae (Mildbr. ex Wassh.) J.R.I.Wood & R.Villanueva
32. Stenostephanus floriferus (Leonard) J.R.I.Wood
33. Stenostephanus gigas (Leonard) T.F.Daniel, Mc Dade & Kiel
34. Stenostephanus glaber (Leonard) T.F.Daniel
35. Stenostephanus gracilis (Oerst.) T.F.Daniel
36. Stenostephanus guerrerensis T.F.Daniel
37. Stenostephanus haematodes (Schltdl.) T.F.Daniel
38. Stenostephanus harleyi (Wassh.) T.F.Daniel
39. Stenostephanus hispidulus (Leonard) J.R.I.Wood
40. Stenostephanus holm-nielsenii Wassh.
41. Stenostephanus hondurensis T.F.Daniel
42. Stenostephanus jamesonii (Wassh.) Wassh.
43. Stenostephanus kirkbridei (Wassh.) J.R.I.Wood
44. Stenostephanus krukoffii Wassh.
45. Stenostephanus lamprus (Leonard) J.R.I.Wood
46. Stenostephanus lasiostachyus Nees
47. Stenostephanus latifolius (Wassh.) J.R.I.Wood
48. Stenostephanus latilabris (D.N.Gibson) T.F.Daniel
49. Stenostephanus laxus (Wassh.) Wassh.
50. Stenostephanus leiorhachis (Lindau) Hammel
51. Stenostephanus leonardianus (J.R.I.Wood) J.R.I.Wood
52. Stenostephanus lobeliiformis Nees
53. Stenostephanus longistaminus (Ruiz & Pav.) V.M.Baum
54. Stenostephanus lugonis (Wassh.) Wassh.
55. Stenostephanus luteynii (Wassh.) Wassh.
56. Stenostephanus lyman-smithii Wassh.
57. Stenostephanus macrochilus (Lindau) J.R.I.Wood
58. Stenostephanus macrolobus (Lindau) J.R.I.Wood
59. Stenostephanus madidiensis J.R.I.Wood
60. Stenostephanus madrensis T.F.Daniel
61. Stenostephanus magdalenensis (Wassh.) J.R.I.Wood
62. Stenostephanus maximus (J.R.I.Wood) J.R.I.Wood
63. Stenostephanus monolophus (Donn. Sm.) T.F.Daniel
64. Stenostephanus oaxacanus T.F.Daniel
65. Stenostephanus pilosus (Leonard) J.R.I.Wood
66. Stenostephanus puberulus Lindau
67. Stenostephanus purpureus T.F.Daniel & Kriebel
68. Stenostephanus purpusii (Brandegee) T.F.Daniel
69. Stenostephanus putumayensis (Leonard) J.R.I.Wood
70. Stenostephanus pycnostachys (Leonard) J.R.I.Wood
71. Stenostephanus pyramidalis (Lindau) Wassh.
72. Stenostephanus racemosus (J.R.I.Wood) J.R.I.Wood
73. Stenostephanus reflexiflorus (Leonard) J.R.I.Wood
74. Stenostephanus rioquebradasianus (J.Gómez & Hammel) T.F.Daniel, Mc Dade & Kiel
75. Stenostephanus rostellatus (Lindau) T.F.Daniel, Mc Dade & Kiel
76. Stenostephanus ruberrimus (D.N.Gibson) T.F.Daniel
77. Stenostephanus sanguineus (Willd. ex Nees) Wassh.
78. Stenostephanus scolnikae (Leonard) J.R.I.Wood
79. Stenostephanus sehuencasii J.R.I.Wood
80. Stenostephanus sessilifolius (Oerst.) T.F.Daniel
81. Stenostephanus silvaticus (Nees) T.F.Daniel
82. Stenostephanus spicatus Wassh. & J.R.I.Wood
83. Stenostephanus sprucei (Lindau) Wassh. & J.R.I.Wood
84. Stenostephanus strictus (Leonard) T.F.Daniel ex Hammel
85. Stenostephanus suburceolatus J.R.I.Wood
86. Stenostephanus syscius (Leonard) J.R.I.Wood
87. Stenostephanus tacanensis (Acosta & R.Fernández) T.F.Daniel
88. Stenostephanus tachirensis (Wassh.) J.R.I.Wood
89. Stenostephanus tenellus Wassh. & J.R.I.Wood
90. Stenostephanus tilaranensis (J. Gómez) comb. ined.
91. Stenostephanus ventricosus (Donn.Sm.) T.F.Daniel ex Hammel & Mc Dade
92. Stenostephanus villosus (Gómez-Laur. & Hammel) Mc Dade
93. Stenostephanus wallnoeferi Wassh.
94. Stenostephanus wasshausenii J.R.I.Wood
95. Stenostephanus wilburii (Mc Dade) Mc Dade
96. Stenostephanus xanthothrix (Leonard) J.R.I.Wood
97. Stenostephanus zuliensis (Wassh.) J.R.I.Wood